# Accademia Nazionale dei Lincei

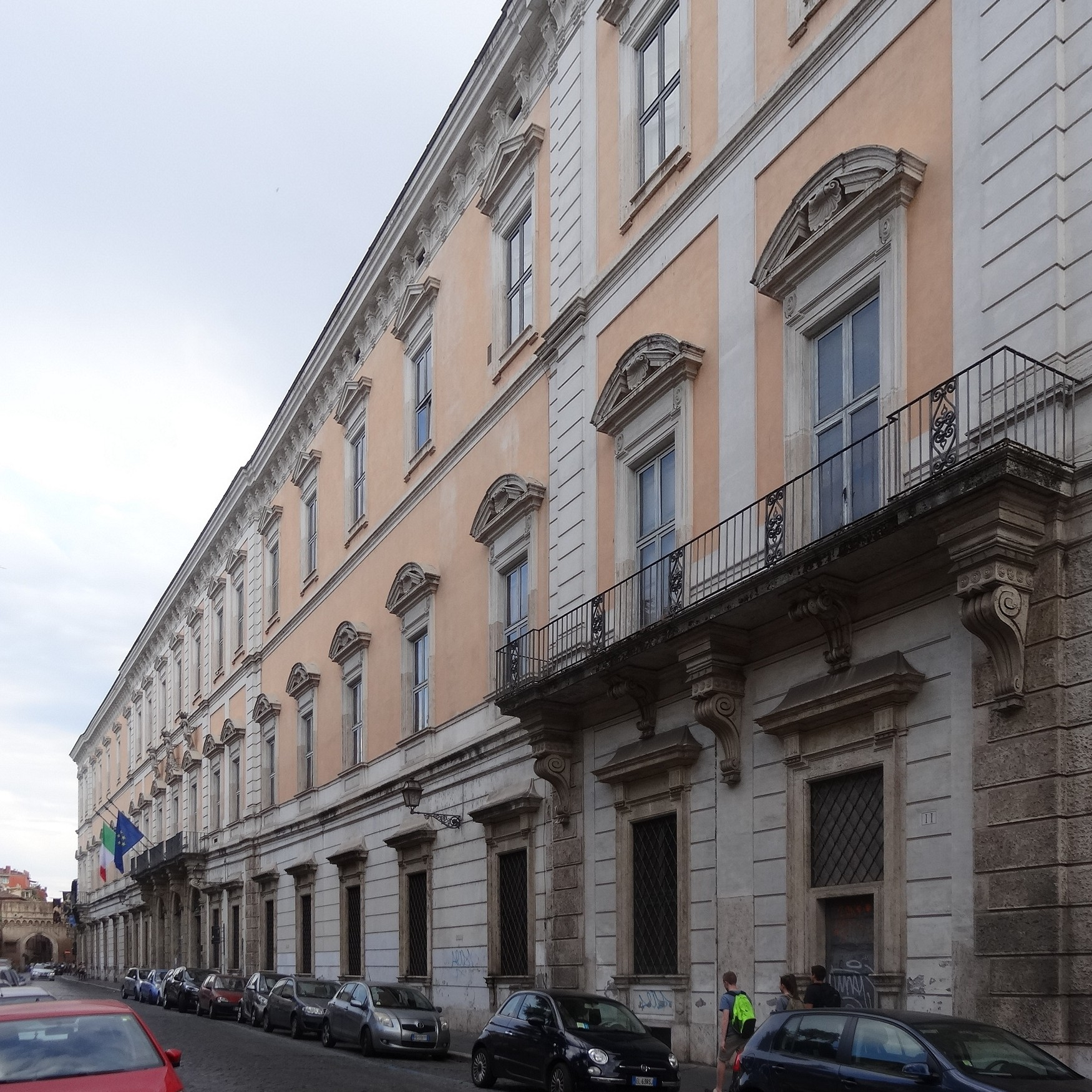
Sitz der Accademia dei Lincei im Palazzo Corsini in Rom (2016)

Die Accademia Nazionale dei Lincei oder kurz Accademia dei Lincei (auf Deutsch „Akademie der Luchsartigen“, luchsartig im Sinne von scharfsichtig, ursprünglicher lateinischer Name Academia Lynceorum von lateinisch lynx „Luchs“) war die erste private Institution zur Förderung der Naturwissenschaften in Europa. Sie wurde 1603 in Rom von dem Adligen Federico Cesi und seinen Freunden Anastasio de Fillis, Francesco Stelluti und Johannes van Heeck gegründet. Ihr Sinnbild war der Luchs, das Motto „Sagacius ista“. Heute ist sie die nationale Akademie der Wissenschaften Italiens.
Seit 1883 ist der Sitz der Akademie im Palazzo Corsini in der Via della Lungara in Trastevere. Die gegenüberliegende Villa Farnesina, die von der faschistischen Regierung als Sitz der Accademia d’Italia erworben worden war, ging nach deren Auflösung in den Besitz der wiedergegründeten Accademia dei Lincei über, die mit ihr 1939 zwangsverschmolzen worden war.

## Geschichte
Das bekannteste Mitglied war Galileo Galilei, der im April 1611 Mitglied wurde. Mitglieder waren auch Giambattista della Porta, ein Universalgelehrter und Dramatiker, Kardinal Francesco Barberini, ein Neffe des späteren Urban VIII. (Papst von 1623 bis 1644), und dessen Sekretär Cassiano Dal Pozzo.
Mit dem Tod ihres Gründers im Jahr 1630 verlor sie an Bedeutung. Nach wechselvollen Geschicken wurde sie im 19. Jahrhundert zunächst 1840 durch Papst Gregor XVI. geschlossen. 1847 gründete Papst Pius IX. die Pontificia Accademia dei Nuovi Lincei. Diese Akademie der Wissenschaften spaltete sich 1870 mit der Eroberung des Kirchenstaats durch Italien: Die italienische Akademie erhielt den Namen Reale Accademia dei Lincei (Abkürzung: R. Accademia dei Lincei), die päpstliche später den Namen Pontificia Accademia Romana dei Nuovi Lincei.

### Zeit des Faschismus
Da die Mitglieder dem Faschismus überwiegend reserviert gegenüberstanden, errichtete Benito Mussolini 1926 die Accademia d’Italia, mit der die Accademia dei Lincei 1939 verschmolzen wurde. Der Vorschlag von Benedetto Croce im August 1943, nach dem Zusammenbruch des faschistischen Regimes die alte Akademie wiederzuerrichten, konnte erst 1944 verwirklicht werden: noch heute besteht sie unter dem Namen Accademia Nazionale dei Lincei. Sie führt die Traditionen und die Geschichte der 1603 gegründeten Akademie fort.

## Mitglieder
Nach dem Statut von 1986 hat die Akademie 180 ordentliche italienische, 180 ausländische Mitglieder sowie 180 italienische Korrespondenten. Sie sind in zwei Klassen (Classe di Scienze Fisiche, Matematiche e Naturali und Classe di Scienze Morali, Storiche e Filologiche) mit verschiedenen Kategorien (z. B. Matematica, Meccanica e Applicazioni oder Archeologia) und Sektionen (als Beispiele Matematica, Meccanica e applicazioni della Matematica oder Botanica e applicazioni, nur in der naturwissenschaftlichen Klasse) organisiert.
In der deutschsprachigen Wikipedia erfasste ehemalige und gegenwärtige Mitglieder der Accademia dei Lincei stehen in der Kategorie Mitglied der Accademia dei Lincei.

## Preise
Die Accademia vergibt regelmäßig Preise an Forscher und Gelehrte. Dazu gehören:
- Premio Presidente della Repubblica
- Feltrinelli-Preis
- Alfredo di Braccio-Preis für junge italienische Forscher in Physik und Chemie
- Premio Linceo
- Premio Internazionale Cataldo Agostinelli e Angela Gili Agostinelli